# Bagerhat (district)

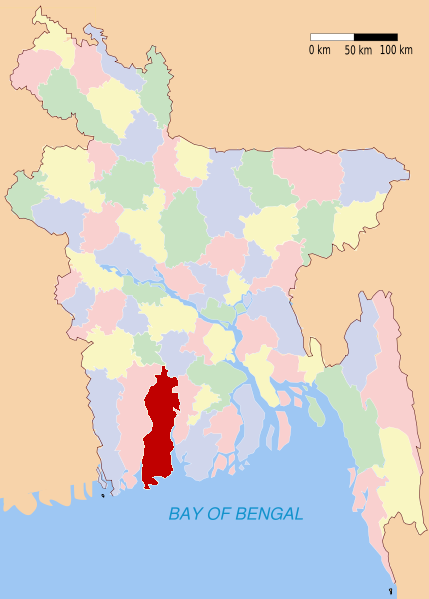
Districtul Bagherhat

Bagherhat este un district în Bangladesh.